# Costus phyllocephalus
Costus phyllocephalus är en enhjärtbladig växtart som beskrevs av Karl Moritz Schumann. Costus phyllocephalus ingår i släktet Costus och familjen Costaceae. Inga underarter finns listade.